# Кобевко Ольга Петрівна
Кобевко Ольга Петрівна (нар. 16 липня 1982, смт Шрамківка, Драбівський район Черкаської області) — лікар-інфекціоніст, волонтер, у 2015—2019 роках — депутат Чернівецької обласної ради. Одна з найперших чернівецьких лікарів, яка розпочала пояснювати журналістам, яка насправді ситуація в лікарнях та як наразі триває боротьба з коронавірусом у розпал епідемії в Україні. Посіла 10-те місце в рейтингу «100 найвпливовіших жінок України» за версією журналу «Фокус» у 2020 році.

## Біографія
Ольга Кобевко народилася 16 липня 1982 у смт Шрамівка Драбівського району Черкаської області.
Вона потай від батьків вступила до медучилища, після чого її батько з нею не спілкувався пів року, бо він хотів, що Ольга стала або журналісткою, або економісткою.
З 2007 року працює лікарем-інфекціоністом в Чернівецькій обласній лікарні.
Ольга Кобевко під час Революції гідності займалась підпільним лікуванням у Чернівцях поранених на Євромайдані у Києві, записуючи в журнал ім'я за типом поранення.
Після початку війни на сході України з літа 2014 року неодноразово їздила до бійців на фронт з волонтерською допомогою з ліками та обмундируванням, стала волонтером ГО «Дорогою добра». Трохи пізніше вона стала їздити на фронт як лікар-волонтер для допомоги військовим. На початку лікарі-волонтери лікували військових у бліндажах, згодом лікування забезпечували у госпіталях. Для своїх поїздок брала навіть відпустки за власний рахунок. Брала участь і в допомозі розгортання польових госпіталів під час посилання обстрілів, зокрема, в лютому 2017 року під Авдіївкою.
Також Ольга долучилася до роботи над змінами в медицині: над поліпшенням умов роботи лікарів, над тим, щоби лікарі не виїздили за кордон та над змінами світогляду чиновників.
Під час місцевих виборів 2015 року Ольга Кобевко була обрана депутатом до Чернівецької обласної ради від політичної партії «Самопоміч». За її словами, передвиборча кампаній їй коштувала 4 тисячі гривень, оскільки поряд з нею завжди були бійці. Проте в листопаді 2019 року вона подала заяву про складення своїх повноважень депутата через сімейні обставини, яку підтримали 34 депутати облради, а також зазначила, що за час своєї роботи зробла достатньо..

### Пандемія COVID-19
З початком пандемії коронавірусної хвороби Ольга Кобевко розпочала інформаційно-просвітницьку роботу про хворобу, стала розповідати про ті проблеми і виклики, з яким мають справу лікарня під час лікування хвороби. Також вона стала працювати у двох медзакладах: Чернівецькій обласній клінічній лікарні (лікар вищої кваліфікаційної категорії інфекційного відділення) та Першій міській лікарні Чернівців, оскільки там на початок пандемії не було інфекціоністів. Також вона ізолювалась від своєю сім'ї через небезпеку для них. За словами Ольги Кобевко, значну допомогу їй та іншим медикам надають волонтери.
У жовтні 2020 року Ольга Кобевко посіла 10-те місце в рейтингу «100 найвпливовіших жінок України» за версією журналу «Фокус» у 2020 році. За версією видання, вона стала «втіленням поваги до всіх медиків».
Вона неодноразово критикувала керівництво лікарні та місцеву владу щодо підготовки лікарень для прийому пацієнтів з коронавірусною хворобою, відсутність достатньої кількості точок кисню в лікарні, спотворення статистики та інформації, про яку звітують до Києву, про меншу кількість зразків, які беруть в лікарнях, з метою заниження офіційної статистики. Вона пояснювала, що у такий спосіб місцева влада намагається зберегти спокійний стан в період передвиборчої кампанії. Вже після лютневого посту у мережі Facebook щодо відсутності масок у лікарні на неї почався тиск з боку влади: її викликали на килим до керівництва і пояснили, що вона не може писати про це. З червня через її публічні публікації у Facebook та заяви у ЗМІ щодо неї почалася агресія з боку місцевої влади. Пізніше голова Чернівецької ОДА Сергій Осачук проводив пресконференцію, на якій він заявив, що слова Кобевко неправдиві і рекомендував їй звернутися до правоохоронців, якщо вона може довести правдивість своїх слів. На початку жовтня 2020 року через критику щодо ситуації з киснем в Чернівецькій обласній лікарні голова Чернівецької обласної державної адміністрації Сергій Осачук назвав Ольгу Кобевко «брехливою провокаторкою» та звинуватив, що вона «на біді намагається вилізти в депутати» А вже наприкінці місяця Ольга Кобевко оприлюднила відео, в якому розповіла про ситуацію, що через брак кисневих точок в лікарні пацієнти приїжджають в лікарню зі своїми кисневими балонами, та звинуватила владу у байдужості до проблем лікарів. Після цього заступника голови Чернівецької ОДА Наталія Гусак написала заяву у правоохоронні органи щодо кисневого балону в інфекційному відділенні, через що Ольгу Кобевко правоохоронці викликали для дачі пояснень. У відповідь Ольга Кобевко показала умови, в яких працюють лікарі та лікуються хворі, а також зазначила, що у заяві фігурує її ім'я.
Також вона на місцевих виборах 2020 року є кандидатом до Чернівецької обласної ради від партії «Європейська Солідарність» (округ 7). Через завантаженість у лікарні передвиборчою кампанією не займалась, оскільки для цього треба брати відпустку.